# Украинское энтомологическое общество
Украинское энтомологическое общество (укр. Українське ентомологічне товариство) — межрегиональная общественная организация, объединяющая энтомологов — специалистов по насекомым. Основано в 1992 году сотрудниками Института зоологии НАН Украины (ныне — Институт зоологии им. И. И. Шмальгаузена).

## Деятельность
Основано в 1949 году как Украинское отделение Всесоюзного энтомологического общества. С 1992 года отделилось в самостоятельную организацию.
Членами Украинского энтомологического общества являются около 400 человек, среди которых сотрудники научных центров и учреждений Академии наук Украины и Украинской академии аграрных наук, преподаватели и студенты зоологических кафедр высших учебных заведений, в том числе энтомологи Беларуси, России и других государств, а также энтомологи-любители. Задачами общества является содействие организации исследований по энтомологии, публикация результатов научных исследований и популяризации знаний по энтомологии и смежным дисциплинам.

## Руководство
- Президент — ак. УААН Виталий Петрович Федоренко
- Вице-президент — д.б.н. Александр Васильевич Пучков
- Ученый секретарь —  к.б.н. Марина Александровна Калюжная

## Президенты Украинского энтомологического общества
- 1949—1962 — Зверозомб-Зубовский Евгений Васильевич (1890—1967), профессор
- 1962—1980 — Васильев Вадим Петрович, академик Академии наук УССР
- 1980—2004 — Долин Владимир Гдальевич, член-корреспондент Академии наук УССР/ НАН Украины
- 2004—2007 — и. о. президента Покозий Иосиф Трофимович
- 2007 — настоящее время — Федоренко Виталий Петрович, профессор, академик Академии аграрных наук Украины

## Контакты
Украина 01601, Киев, ул. Богдана Хмельницкого, 15,
Институт зоологии им. И. И. Шмальгаузена,
Украинское энтомологическое общество.
Вице-президент
д.б.н. Александр Васильевич Пучков
тел.: (044) 234 55 01
Сайт общества
Страница Украинского энтомологического общества на Facebook

## Съезды
- I съезд
- II съезд
- III съезд — Канев, 1987[1]
- IV съезд — сентябрь 1992 года, Харьков
- V съезд — Харьков, 7-11 сентября 1998 года[2][3]
- VI съезд — Белая Церковь, 8-11 сентября 2003 года
- VII съезд — с 15 по 18 августа 2007 года в г.Нежин, Нежинский государственный университет

## Периодические издания
- Журнал Украинского энтомологического общества (1993—1998)
- Украинский энтомологический журнал (2010 — по настоящее время)
- Украинский энтомофаунистика (2010 — по настоящее время)
- Известия Харьковского энтомологического общества (1993 — по настоящее время)